# Аугуст Міккельсен
Аугуст Міккельсен (норв. August Mikkelsen, нар. 24 жовтня 2000, Тромсе, Норвегія) — норвезький футболіст, нападник клуба «Тромсе».

## Ігрова кар'єра

### Клубна
Аугуст Міккельсен народився у місті Тромсе і є вихованцем місцевих клубів «Тромсдален» та «Тромсе». У 2018 році футболіст був внесений в заявку останнього але для набору ігрової практики був знову направлений до «Тромсдалена» в оренду. У складі якого і дебютував у Першому дивізіоні чемпіонату Норвегії.
Після закінчення оренди Міккельсен повернувся до «Тромсе» і в травні 2019 року зіграв перший матч у складі цієї команди. За результатами того сезону «Тромсе» вилетів з Елітсерії але одразу повернувся.

### Збірна
У 2019 році Аугуст Міккельсен викликався до лав юнацької збірної Норвегії.